# ریچارد استیون لوین
ریچارد استیون لوین (انگلیسی: Richard Levine؛ زادهٔ ۱۱ سپتامبر ۱۹۳۹) دانشمند در زمینه معمار، استاد، و پایایی اهل ایالات متحده آمریکا است.